# Vallermosa

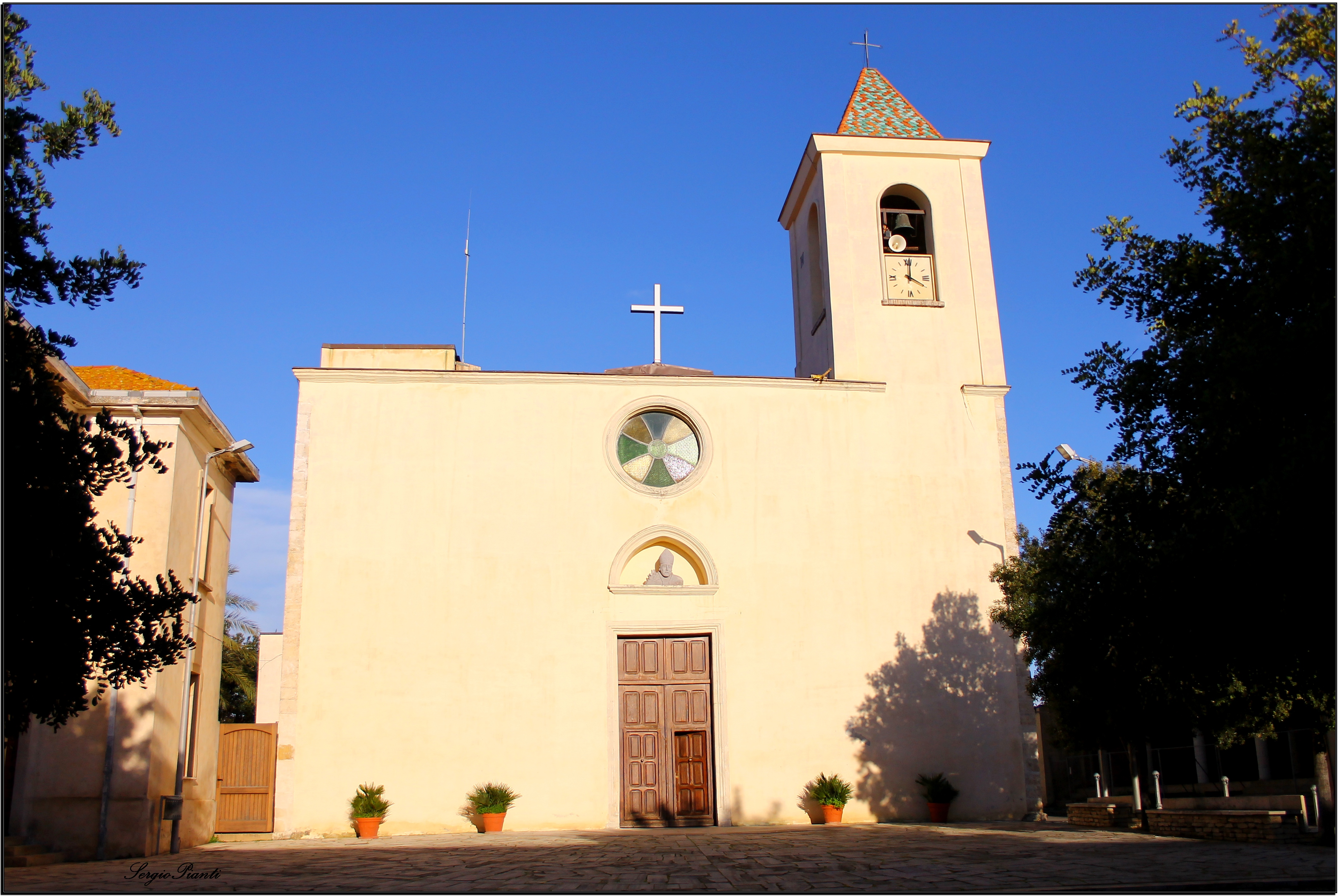
Kirche San Lucifero in Vallermosa

Vallermosa ist eine italienische Gemeinde (comune) mit 1783 Einwohnern (Stand 31. Dezember 2023) in der Metropolitanstadt Cagliari auf Sardinien. Die Gemeinde liegt etwa 32 Kilometer nordwestlich von Cagliari. Vallermosa ist Teil des Parco Geominerario Storico ed Ambientale della Sardegna. Die Nuraghensiedlung von Matzanni befindet sich 12 Kilometer westlich von Vallermosa.

## Verkehr
Durch die Gemeinde führt die Strada Statale 293 di Giba von Sanluri nach Giba.

## Gemeindepartnerschaft
Vallermosa unterhält seit 2005 eine Partnerschaft mit der spanischen Gemeinde Pedrola in der Provinz Saragossa.